# Galo García
Galo Hugo García (Lincoln, 1941 - 28 de noviembre de 2024) fue un cantante y compositor de música folklórica de Argentina, con registro de barítono. Entre 1966 y 1970 integró el Grupo Vocal Argentino. Entre 1973 y 1974 volvió a integrar el Grupo Vocal Argentino para grabar la Misa del Tercer Mundo, con letra del Padre Mujica, obra que resultó destruida y por la que fue perseguido. Entre los grupos que integró se encuentran Quinto de Cantares, Gente de Canto, Sin Límites.
También incursionó en el tango como solista de la orquesta de Osvaldo Fresedo y del Trío Juárez y formando parte de Buenos Aires 8 en 1983.
En la década de 2000, formó un dúo con Pehuén Naranjo, que grabó dos álbumes. Entre las canciones que ha compuesto se destaca "Salga al aire", con letra de la poetisa marplatense María Wérnicke.

## Trayectoria
Nacido en Lincoln (Buenos Aires) pasó su infancia y adolescencia en Tandil donde formó sus primeros grupos musicales: Los Cuatro Hermanos, Tres Voces y una Guitarra y, a mediados de la década de 1960 el cuarteto vocal Los Bachilleres, con Oscar Cardozo Ocampo, Héctor y Domingo Techeiro, con el que alcanzó un considerable reconocimiento, y graba sus primeros discos.
En 1966 integró el Grupo Vocal Argentino, una formación vocal convocada por el Chango Farías Gómez, junto con Amilcar "Poppy" Scalisi, y los hermano Jorge Raúl Batallé y Luis María Batallé. Farías Gómez, arreglador del conjunto, había codirigido con su hermano Pedro a Los Huanca Hua, grupo que revolucionó el modo de interpretar la música folklórica, mediante complejos arreglos vocales, introduciendo la polifonía y el uso de fonemas y onomatopeyas para marcar el ritmo.
El grupo grabó dos discos, Grupo Vocal Argentino en 1966 y Misa Criolla, en 1968, este último considerado como uno de los mejores álbumes de la música folklórica argentina. En 1970 el grupo se disolvió.
En 1973 el grupo volvió a reunirse, sin el Chango Farías Gómez y con Fernando Collados, con el nombre de Grupo Vocal Argentino Nuevo, para grabar la Misa para el Tercer Mundo, con letra del Padre Mugica y música de Roberto Lar. El álbum fue grabado entre el 10 de diciembre de 1973 y el 8 de enero de 1974. El 11 de mayo de 1974 el Padre Mugica fue asesinado por el grupo parapolicial Triple A , en septiembre de ese año el disco fue lanzado. Sin embargo el gobierno de la presidenta María Estela Martínez de Perón secuestró, destruyó el máster y los discos ya producidos, mientras que los músicos fueron puestos en listas negras. Debido a ello la obra pasó completamente desapercibida,  solamente se preservó debido al rescate de algunas pocas unidades que habían sido distribuidas; recién volvió a interpretarse en 2007.
Forma también el Quinto de Cantares y en 1980 integró Gente de Canto con algunos de sus excompañeros del Grupo Vocal Argentino. En 1983 integró Buenos Aires 8 y en 1986 el grupo Sin Límites dirigido por Oscar Cardozo Ocampo.
En la década de 2000, formó un dúo con Pehuén Naranjo, que grabó dos álbumes.

## Obra

### Álbumes

#### Solista
1. Salga al aire, temas suyos con la poetisa María Wérnicke, 1984

#### Con otros artistas
1. Los Bachilleres, con Los Bachilleres, Philips
2. Los Bachilleres Vol 2, con Los Bachilleres, Odeón
3. Grupo Vocal Argentino, con el Grupo Vocal Argentino, 1966
4. Misa criolla, con el Grupo Vocal Argentino, 1968
5. Misa para el Tercer Mundo, 1974, como Grupo Vocal Argentino Nuevo
6. Quinto de cantares, con Quinto de Cantares, Trova
7. Gente de canto, con Gente de Canto, 1980
8. Cantata a Elisa Linch, con la orquesta de Mauricio Cardozo Ocampo, 1981
9. Sin límites, con el grupo Sin Límites dirigido por Oscar Cardozo Ocampo, 1987.
10. Por el gusto de cantar 1, con el Dúo con Pehuén Naranjo
11. Por el gusto de cantar 2, con el Dúo con Pehuén Naranjo
12. Camino, con Viviana Scarlassa, 2008